# Echinopsis subdenudata
Echinopsis subdenudata és una espècie de la família Cactàcia, endèmica de Tarija a Bolívia i Paraguai. Es fa servir com planta d'interior.
És un cactus solitari de forma globular de color verd. Té 8 o més costelles molt prominents amb arèoles llanoses sense espines. les flors són de color blanc i força grans comparades amb la mida de la planta, són flairoses i s'obren quan es fa fosc.

## Enllaços externs

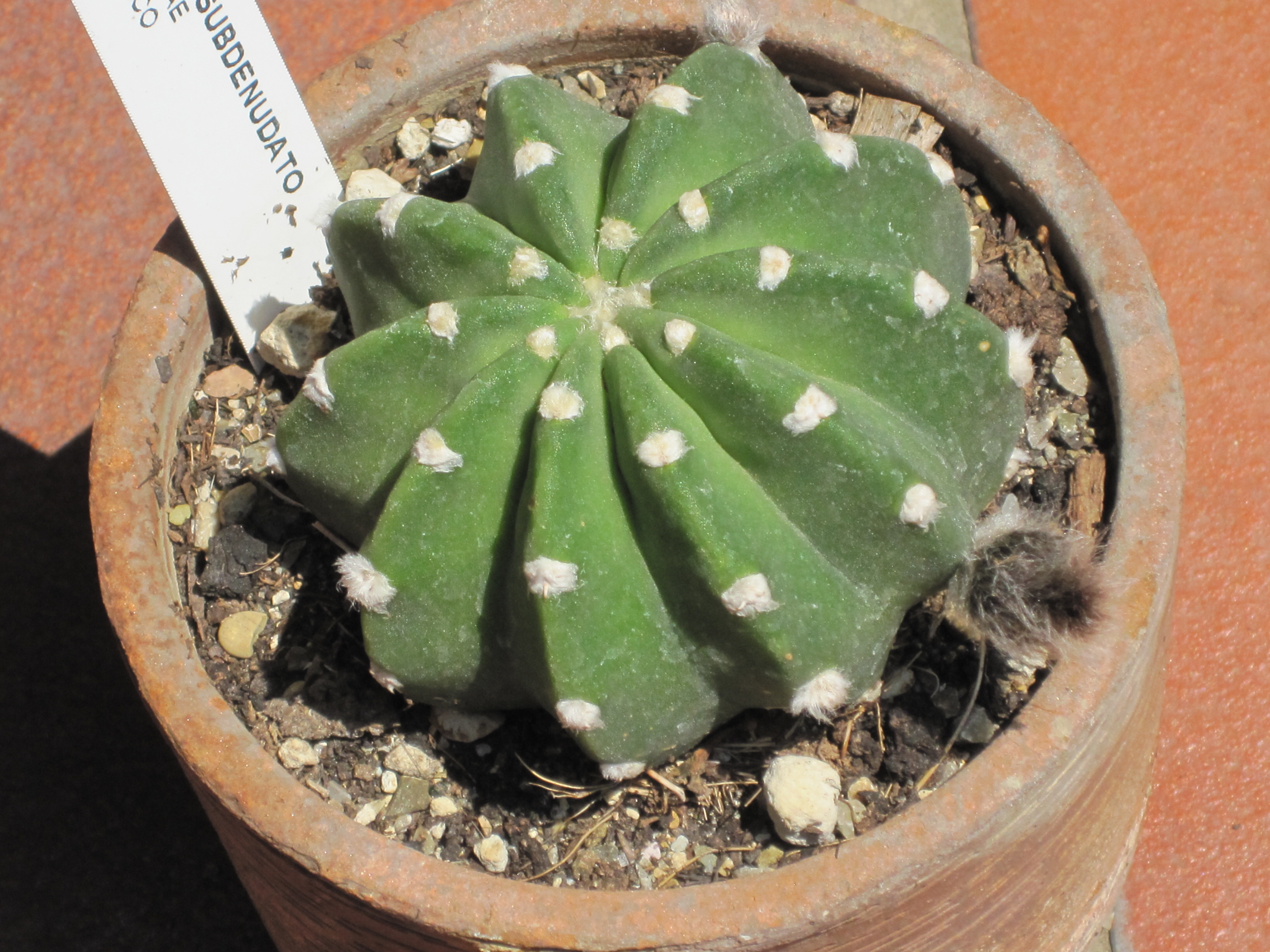
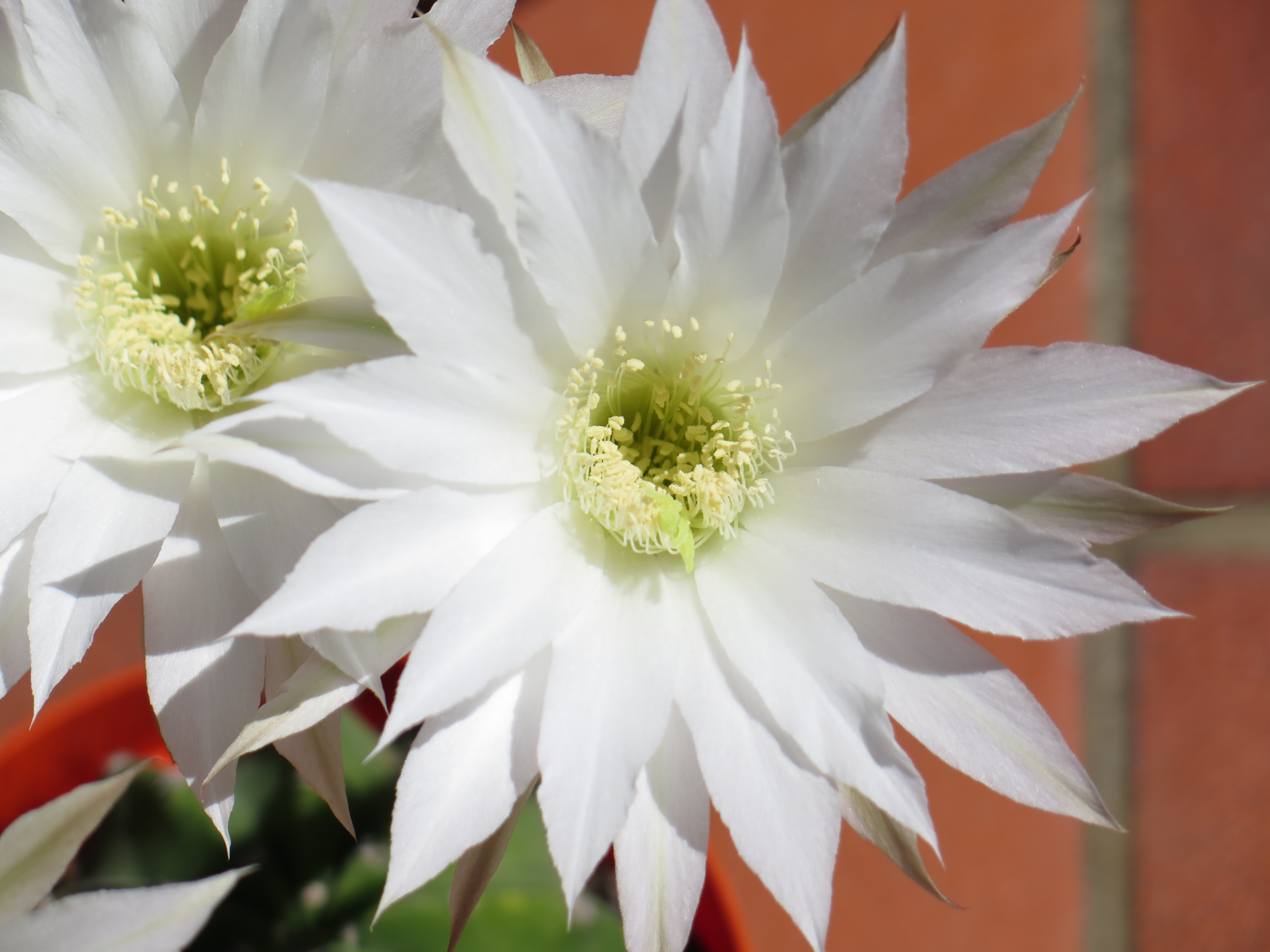